# Bierbaum am Auersbach

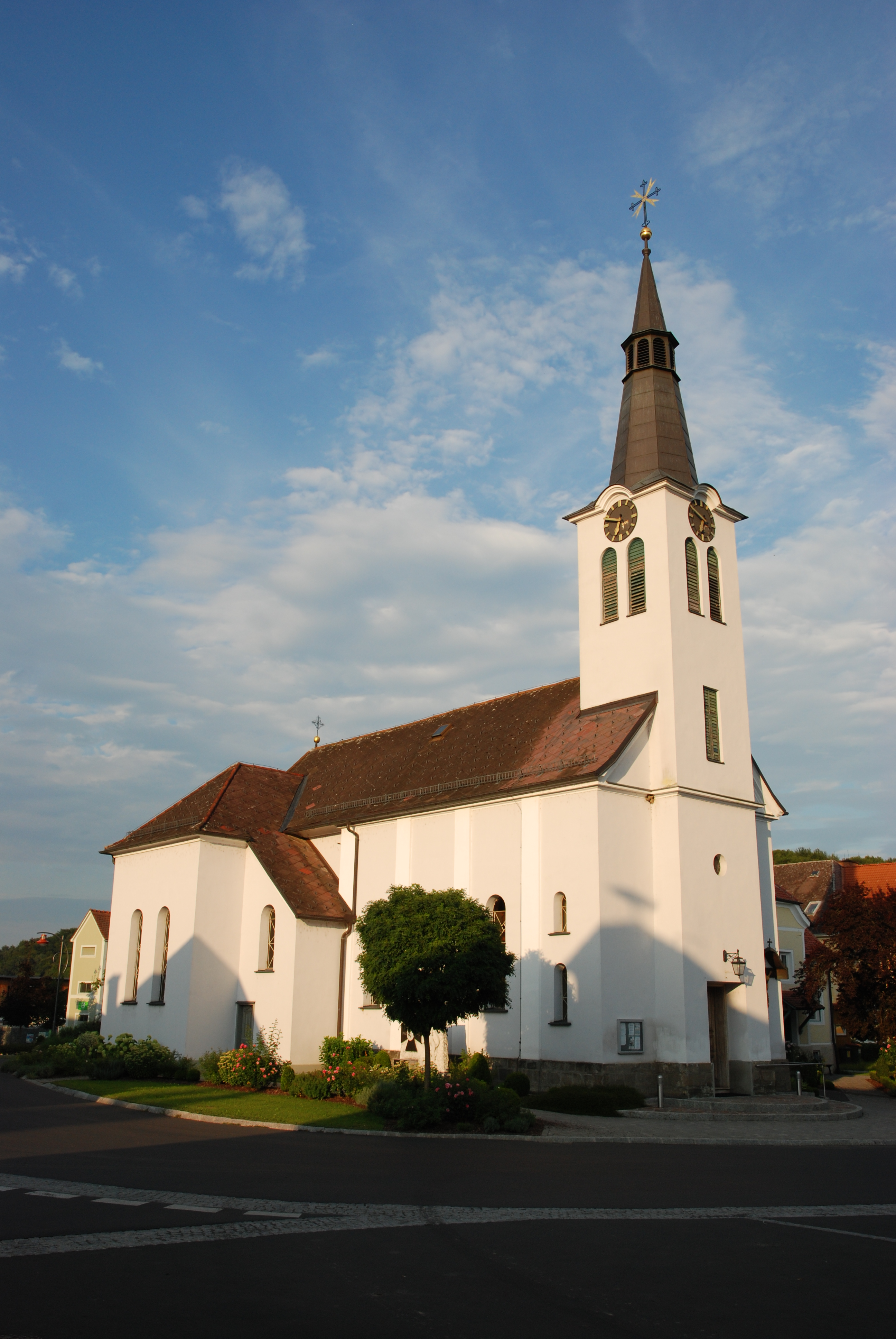
Kerk

Bierbaum am Auersbach is een plaats en voormalige gemeente in de Oostenrijkse deelstaat Stiermarken. Het is sinds 2015 een ortschaft van de gemeente Sankt Peter am Ottersbach, die deel uitmaakt van het district Südoststeiermark.
De gemeente Bierbaum am Auersbach telde in 2011 481 inwoners en behoorde tot 2013 tot het district Radkersburg. In 2015 ging ze bij een herindeling, samen met Dietersdorf am Gnasbach, op in de gemeente Sankt Peter am Ottersbach.
Bad Gleichenberg · Bad Radkersburg · Deutsch Goritz · Edelsbach bei Feldbach · Eichkögl · Fehring · Feldbach · Gnas · Halbenrain · Jagerberg · Kapfenstein · Kirchbach-Zerlach · Kirchberg an der Raab · Klöch · Mettersdorf am Saßbach · Mureck · Paldau · Pirching am Traubenberg · Riegersburg · Sankt Anna am Aigen · Sankt Peter am Ottersbach · Sankt Stefan im Rosental · Straden · Tieschen · Unterlamm
- Gemeinsame Normdatei: 10040671-3
- Virtual International Authority File: 135820590